# Bob’s Burgers – Der Film
Bob’s Burgers – Der Film ist ein US-amerikanischer Animationsfilm, der auf der Fernsehserie Bob’s Burgers basiert und am 27. Mai 2022 in die Kinos kam. Der deutsche Kinostart wurde für den 21. Juli 2022 angekündigt, es fand jedoch kein Ticketverkauf statt. Auf Disney+ startete der Film hingegen europaweit am 13. Juli 2022 – außer in Polen – und lässt sich streamen. Die Regie führt Serienschöpfer Loren Bouchard, der hiermit sein Kino-Regiedebüt gibt und auch als Drehbuchautor und Produzent fungiert.
Der Film war ursprünglich für einen Start am 17. Juli 2020 angekündigt. Im Zuge der COVID-19-Pandemie war die Veröffentlichung zuletzt für den 9. April 2021 vorgesehen, bis diese schließlich auch abgesagt werden musste.

## Handlung
In einer Rückblende sechs Jahre vor der Serie kommt es am Wonder Wharf zu einem Kampf zwischen zwei Personen. Es ist ein Pistolenschuss zu hören und eine der Personen fällt zu Boden.
In der Gegenwart bereiten sich Bob und Linda Belcher auf ihren Termin in der Bank vor. Sie hoffen auf eine Kreditverlängerung, stattdessen müssen sie ihren Kredit innerhalb einer Woche zurückzahlen, ansonsten fällt die Einrichtung ihres Hamburgerrestaurants an die Bank. Aufgrund einer geplatzten Wasserleitung bildet sich ein Erdloch, das den Zugang zu ihrem Restaurant versperrt. Sie fragen ihren Vermieter, Calvin Fischoeder, ob dieser für einen Monat auf die Miete verzichten wolle. Er legt sich zunächst nicht fest.
Nachdem sie von Chloe Barbash als „Baby“ bezeichnet wurde, will Louise Belcher beweisen, dass sie mutig ist. Hierzu will sie nachts in das Erdloch hineinklettern, ihre Geschwister Tina und Gene Belcher sollen sie dabei filmen. Louise bleibt in dem Loch mit ihrem Gummistiefel stecken, als sie sich befreien will, kommt ein menschliches Skelett zum Vorschein.
Die Polizei untersucht das Skelett, welches als Überreste des Schaustellers Cotton Candy Dan von Wonder Wharf identifiziert wird. Calvin Fischoeder wird als Tatverdächtiger verhaftet, da das Opfer mit seiner Waffe erschossen wurde. Louise will dessen Unschuld beweisen. Hierzu schwänzen sie und ihre Geschwister die Schule und begeben sich auf die Suche nach dem wahren Täter.
Von einem der Schausteller erfahren die Kinder, dass Calvins Bruder Felix Fischoeder ebenfalls am Tatort war, und Sergeant Bosco erzählt ihnen von einem einzelnen Manschettenknopf, der beim Skelett gefunden wurde. Daraufhin fahren sie mit ihren Fahrrädern zu Felix’ Baumhaus, um nach Beweisen zu suchen. Dort hören sie, dass Felix und Calvin sich nach Kuba absetzen wollen. Sie folgen ihm bis zum Maulwurfhügel, einer kleinen Achterbahn am Wonder Wharf. Sie finden ihn in einem darunter gelegenen geheimen Clubhaus. Calvin kommt ebenfalls dazu, der auf Kaution freigelassen wurde. Er verrät den Plan, das dortige U-Boot für die Flucht nach Kuba zu nutzen. Später kommt ihr Cousin Groover Fischoeder dazu. Louise erkennt den fehlenden Manschettenknopf auf einem Foto, auf dem er von Groover getragen wird und einen Gebissabdruck von Dan nach einer Schlägerei mit ihm, was später Narben auf seinem Arm hinterlassen hat. Sie schließt daraus, dass er der Mörder ist. Groover bekommt dies allerdings mit und bedroht die Anwesenden mit einer Harpune.
Währenddessen baut Teddy für Bob und Linda einen mobilen Restaurantwagen. Damit verkaufen sie ihre Burger im Wonder Wharf. Nachdem sie versehentlich ein Bild von Cotton Candy Dan beschädigt haben, müssen sie vor den wütenden Schaustellern fliehen. Teddy fährt dabei den Restaurantwagen zurück, Bob und Linda verstecken sich. Linda entdeckt daraufhin die Fahrräder ihrer Kinder neben dem Maulwurfhügel. Auf der Suche nach den Kindern erreichen sie ebenfalls das Clubhaus.
Groover erklärt, dass er Calvin das Verbrechen für Geld anhängen wollte. Außerdem plant er, Calvin und Felix mit dem U-Boot zu versenken, Wonder Wharf anzuzündem, um diesen durch seinen Megapark zu ersetzen. Die Belchers entkommen in einem Gokart, Groover schiebt diesen jedoch in das Erdloch und bedeckt ihn mit Erde. Bob kann die Wasserleitung mithilfe eines der Räder beschädigen, sodass das Fahrzeug durch den Wasserdruck hinausgeschleudert wird. Sie begeben sich daraufhin zum Maulwurfhügel, wo es Louise gelingt, die brennende Zündschnur zu entfernen. Sie rufen die Polizei, die das U-Boot mit Felix und Calvin darin birgt und Groover verhaftet.
Bob und Linda zahlen ihren Kredit zurück, nachdem ihr Vermieter der Aussetzung der Miete zugestimmt hat. Ihr Restaurant feiert die Wiedereröffnung. Zum Abschluss spielen Gene mit seiner Band sowie Calvin und Felix auf der Freilichtbühne am Wonder Wharf.

## Produktion
Am 4. Oktober 2017 kündigte Fox an, dass ein Kinofilm in Arbeit ist, der auf der Fernsehserie Bob’s Burgers basiert. 2018 gab Loren Bouchard bekannt, dass das Drehbuch von den Studios akzeptiert wurde und dass der Film eine musikalische Komödie sein werde. Zudem werde der Film sowohl Fans der Serie zufriedenstellen, als auch ein neues Publikum ansprechen.
Der Originaltitel The Bob’s Burgers Movie wurde am 22. April 2019 vom Autor Cris Mertens bekanntgegeben. Nachdem der Film zuvor für den 17. Juli 2020 angekündigt worden war, verschwand er kurzzeitig vom Veröffentlichungskalender. Disney gestand wenig später, dass der Film nur versehentlich nicht aufgeführt wurde, und der Starttermin unverändert sei.
Im Zuge der COVID-19-Pandemie wurde der Start von The Bob’s Burgers Movie jedoch auf zunächst unbestimmte Zeit verschoben, nachdem der Starttermin zuvor bereits auf den 9. April 2021 korrigiert worden war. Am 10. September 2021 wurde der Kinostart für den 27. Mai 2022 angekündigt und zugleich das erste Filmposter veröffentlicht. Nachdem zunächst angekündigt worden war, dass der Film in Deutschland am 26. Mai 2022 erscheinen soll, wurde der Kinostart kurzfristig abgesagt. Stattdessen ist er seit dem 21. Juli 2022 auf diversen Streaming-Plattformen zu sehen.

### Animation
Die Animation wurde von den Unternehmen Lighthouse Studios, Bento Box Entertainment, Golden Wolf, Yeson Entertainment, Brilliant Pictures, Synergy Animation, Mighty Animation, Dave Enterprises, Mercury Filmworks und Tonic DNA übernommen. Das Produktionsteam wollte den Film hauptsächlich per Hand zeichnen, um ihn optisch nah an der Fernsehserie zu halten. Durch ein größeres Budget, mehr Zeit und verfügbare Animatoren konnte der Film detailreicher gestaltet werden, darunter mehr Licht, Textur und Schatten. Der Film sollte der letzte für Tuck Tucker und Dale Baer werden, die am 22. Dezember 2020 beziehungsweise am 15. Januar 2021 verstarben. Tucker arbeitete am Storyboard, Baer an der Animation.

## Musik
Die Filmmusik wurde von Tim Davies dirigiert, orchestriert und ausgestaltet, die Lieder wurden von Loren Bouchard und Nora Smith geschrieben. Das Soundtrackalbum erschien am 27. Mai 2022 und enthielt drei der vier Lieder, das dritte wurde ausgenommen um keine Details zur Handlung zu verraten. Es wurde nachträglich veröffentlicht, darunter auf der Version für Schallplatte.
| Nr.          | Titel                                         | Autor(en)                       | Interpreten                                                                    | Länge |
| ------------ | --------------------------------------------- | ------------------------------- | ------------------------------------------------------------------------------ | ----- |
| 1.           | Sunny Side Up Summer                          | Loren Bouchard, Nora Smith      | Dan Mintz, Eugene Mirman, H. Jon Benjamin, John Roberts, Kristen Schaal        | 3:57  |
| 2.           | Lucky Ducks                                   | Bouchard, Smith                 | Mintz, Mirman, Benjamin, John Q. Kubin, Schaal, Larry Murphy, Paul F. Tompkins | 2:20  |
| 3.           | Not That Evil                                 | Bouchard, Smith                 | Mintz, Mirman, Benjamin, Roberts, Schaal, Murphy, David Wain                   | 5:42  |
| 4.           | The Itty Bitty Ditty Committee/My Burger Buns | Bouchard, Smith                 | Mirman, Mintz, Schaal, Benjamin, Roberts, Murphy                               | 3:02  |
| 5.           | Opening, Six Years Ago                        | John Dylan Keith, Bouchard      |                                                                                | 1:04  |
| 6.           | No One Came in Today                          | Bouchard                        |                                                                                | 1:03  |
| 7.           | The Ride                                      | Carmine Coppola, Shirley Walker |                                                                                | 0:55  |
| 8.           | Emergency Kid Meeting                         | Elegant Too                     |                                                                                | 0:31  |
| 9.           | Try to Look Like Alley Trash                  | Bouchard                        |                                                                                | 1:15  |
| 10.          | Treehouse Go                                  | Keith, Patrick Dacey            |                                                                                | 0:59  |
| 11.          | He's Here                                     | Keith                           |                                                                                | 1:27  |
| 12.          | Tina, You Go First                            | Keith, P. Dacey                 |                                                                                | 1:30  |
| 13.          | What's Felix Doing?                           | Elegant Too                     |                                                                                | 0:59  |
| 14.          | Left at the Clown Head                        | Brent Knopf, Tim Dacey          |                                                                                | 0:44  |
| 15.          | Brave Little Cart                             | Knopf                           |                                                                                | 0:31  |
| 16.          | Go Burger People Go                           | T. Dacey                        |                                                                                | 2:09  |
| 17.          | Would It Be Faster to Get Out and Walk?       | Elegant Too, Bouchard           |                                                                                | 3:29  |
| 18.          | These Friggin' Ears                           | Bouchard, T. Dacey              |                                                                                | 1:35  |
| 19.          | The Mole Hill                                 | Keith, Elegant Too, T. Dacey    |                                                                                | 4:13  |
| 20.          | Sunny Side Up (instrumental)                  | Bouchard                        |                                                                                | 3:06  |
| 21.          | Lucky Ducks (instrumental)                    | Bouchard                        |                                                                                | 2:00  |
| Gesamtlänge: | Gesamtlänge:                                  | Gesamtlänge:                    | Gesamtlänge:                                                                   | 39:56 |

## Rezeption
Laut der Website Rotten Tomatoes sind 88 % von 145 Kritiken positiv, der Film erhält damit 7,0 von 10,0 Punkten. Demnach „bietet [der Film] all das Herz, Humor und klevere Callbacks, auf die sich Fans der Serie freuen werden, während er einen unterhaltsamen Einstiegspunkt für die Unbekehrten bietet.“
Metacritic hab dem Film 75 von 100 möglichen Punkten basierend auf 36 Kritiken. Auf CinemaScore gab es die Benotung „A“ auf einer Skala von A+ bis F basierend auf einer Umfrage unter Kinobesuchern. PostTrak meldet 89 % positive Kritiken vom Publikum, davon würden 69 % ihn definitiv empfehlen.